# Enrique Cerezo

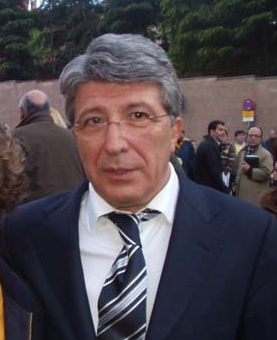
Enrique Cerezo

Enrique Cerezo Torres (Madrid, 27 februari 1948) is een Spaans filmproducent en sinds 2003 de voorzitter van de voetbalclub Atlético Madrid, die uitkomt in de Spaanse Primera División.

## Filmproducent
Enrique Cerezo debuteerde als cameraman in 1971. Een paar jaar later produceerde hij zijn enige film. Succesvoller is hij echter als filmproducent met zijn eigen productiebedrijf Enrique Cerezo - Producciones Cinematográficas, dat de laatste 10 jaar meer dan 40 films produceerde. De meest tot de verbeelding sprekende film die door dit bedrijf in Nederland is uitgebracht is waarschijnlijk Juana la Loca.

## Clubpresident
In 2002 werd Enrique Cerezo benoemd tot opvolger van Jesus Gil y Gil als president van Atlético Madrid. De club was op dat moment net gepromoveerd naar de Primera División. De benoeming heeft hij te danken aan het feit dat hij een kennis is van de familie van Gil y Gil en al werkzaam is binnen de club.
Onder zijn bewind worden verschillende projecten gestart om de club weer terug te brengen naar de top. De afgelopen seizoenen worden gekenmerkt door het aantrekken van veel nieuwe spelers en het verkopen van vele andere.
Ook trainers komen en gaan: aan het einde van seizoen 2002/03 werd Luis Aragonés afgekocht en Gregorio Manzano aangesteld. Deze wordt aan het einde van het seizoen 2003/04 vervangen door César Ferrando. Een jaar later wordt ook hem de wacht aangezet en mag Carlos Bianchi het roer overnemen. Deze wordt nog tijdens het seizoen 2005/06 vervangen door jeugdcoach Pepe Murcia. Ook hij blijft niet bij de club: voor het seizoen 2006/07 wordt de Mexicaanse succestrainer Javier Aguirre aangesteld als nieuwe hoofdcoach.